# Bruggmanniella ingae
Bruggmanniella ingae är en tvåvingeart som beskrevs av Urso-guimraes och Dalton de Souza Amorim 2005. Bruggmanniella ingae ingår i släktet Bruggmanniella och familjen gallmyggor. Inga underarter finns listade i Catalogue of Life.